# Taksa notarialna
Taksa notarialna – maksymalna wysokość kwoty, jaką pobiera notariusz za dokonanie czynności notarialnej. Minister sprawiedliwości w drodze rozporządzenia wydanego na podstawie art. 5 § 3 ustawy z dnia 14 lutego 1991 r. Prawo o notariacie określa odpowiednie stawki. Od 30 czerwca 2004 roku stawki taksy notarialnej określone są w rozporządzeniu z dnia 28 czerwca 2004 roku.